# Другаль, Сергей Александрович
Серге́й Алекса́ндрович Друга́ль (10 мая 1927, Жымпиты, Западно-Казахстанская область — 20 июня 2011, Екатеринбург) — советский и российский писатель-фантаст и инженер-изобретатель.

## Биография
Родился 10 мая 1927 года в селе Джамбейты Джамбейтинского уезда Уральской губернии Казакской АССР (ныне — село Жымпиты Западно-Казахстанской области Казахстана).
Детские годы провёл в Саратове, Минске, Курске. Работал в железнодорожных мастерских Уссурийска.
Окончил Хабаровский институт инженеров железнодорожного транспорта. Работал заведующим лабораторией отделения НИИ железнодорожного транспорта в Екатеринбурге. Доктор технических наук. Автор более 50 изобретений.
Жил в Екатеринбурге. Похоронен на Сибирском кладбище.

## Творчество
Первая научно-фантастическая публикация — рассказ «Право выбора» (1966). Ироничные и тёплые рассказы и повести автора, многие из которых публиковались в журнале «Уральский следопыт», а также составили сборники «Тигр проводит вас до гаража» (1984) и «Василиск» (1990), можно разделить на два цикла. Первый повествует о деятельности Института Реставрации Природы, задача которого — восстановление и разумная переделка природы с помощью научных достижений. Оригинальные экологические идеи автора (воссоздание и обогащение фауны, выведение новых пород и гибридов животных, в том числе — сказочно-мифологических) сочетаются в этом цикле с мыслями писателя о педагогике будущего. Цикл состоит из рассказов и повестей — «Заяц» (1984), «Экзамен» (1979), «Тигр проводит вас до гаража» (1977), «Вишнёвый компот без косточек» (1984), «Светлячковая поляна» (1980), «Жизненно необходимый» (1980), «Василиск» (1986). Второй цикл произведений — пародийно-юмористические рассказы о контактах с инопланетянами: «Реабилитация» (1978), «Возвращение в колыбель» (1984), «Пропала Тишка» (1984), «Особая форма» (1982), «Мы, дающие» (1984), «У каждого дерева своя птица» (1977). Произведения «экологического» цикла были позднее объединены в роман «Язычники» (1989).
Произведения С. Другаля переводились в Венгрии и ГДР, в Варшаве в 1988 году была целиком переиздана на польском языке его книга «Тигр проводит вас до гаража». На английском языке, в антологии российской фантастики «Башня птиц» (англ. Tower of Birds, 1989) издательства «Радуга» публиковался рассказ писателя «У каждого дерева своя птица» (англ. Every Tree Has Its Bird).
Лауреат премии «Аэлита» (1992) за сборник «Василиск».
Входил в число участников первого советского конвента любителей фантастики — областного семинара КЛФ в Перми (1981).
По собственному признанию, в его писательской карьере большую роль сыграл редактор отдела фантастики журнала «Уральский следопыт» Виталий Бугров. Он же стал и причиной отхода писателя от жанра в 1990-е годы: «Он умер, и мне стало неинтересно писать фантастику».

## Произведения

### Романы
- Язычники (1989)

### Повести
- Василиск (1986)

### Рассказы
- Вишнёвый компот без косточек (1984)
- Возвращение в колыбель (1984)
- Жизненно необходимый (1980)
- Закон равновесия (1997)
- Заяц (1984)
- Зубра полосатая (1979)
- Мы, дающие (Из милости живущие) (1984)
- Нимфа и лейтенант (1991)
- Обострённое восприятие (1987)
- Особая форма (1982)
- Поверхность Мёбиуса (1981)
- Право выбора (1966)
- Пропала Тишка (Тишкин синдром) (1984)
- Реабилитация (1978)
- Светлячковая поляна (1980)
- Сохрани дыхание (1983)
- Тигр проводит вас до гаража (1977)
- У каждого дерева своя птица (1977)
- Чужие обычаи (1993)
- Экзамен (1979)